# Museu d'Història de Tarragona
El Museu d'història de Tarragona està ubicat a Casa Castellarnau, una casa-palau del municipi de Tarragona protegida com a bé cultural d'interès local. A aquesta seu central s'hi poden veure monuments romans.
El museu gestiona els monuments arqueològics romans de la ciutat que foren declarats Patrimoni Mundial per la UNESCO. Des de 1999 organitza Tàrraco Viva.